# Carex diastena
Carex diastena är en halvgräsart som beskrevs av V.I. Kreczetowicz. Carex diastena ingår i släktet starrar, och familjen halvgräs.
Artens utbredningsområde är Kamtjatka. Inga underarter finns listade i Catalogue of Life.